# Hunters (album)
Hunters – album autorstwa awangardowej grupy The Residents wydany w 1995 roku. Zawartość płyty stanowi ścieżka dźwiękowa napisana na potrzeby programu telewizyjnego emitowanego w Discovery Channel pod tytułem Hunters: The World of Predators and Prey.

## Lista utworów
1. „Hunters Prelude”
2. „The Deadly Game”
3. „Tooth and Claw”
4. „The Dangerous Sea”
5. „Rulers of the Deep”
6. „Track of the Cat”
7. „The Giant Grizzlies”
8. „Dawn of the Dragons”
9. „Eye of the Serpent”
10. „The Crawling Kingdom”
11. „The Savage Pack”
12. „Hunters Reprise”